# Émeute de la viande sans os
[style à revoir]
L'émeute de la viande sans os, de la farine sans noyaux fut une violente insurrection qui se déroula à Salvador (Bahia) les 28 février et 1er mars 1858. Les affrontements entre les forces militaires provinciales et les couches populaires est aussi appelé Sédition des Savates ou Révolution des Savates. La raison de ces dénominations péjoratives est due à un fait curieux : sur la Place du Palais et en d'autres lieux publics où se déroulaient les combats, se trouvaient des centaines de savates des manifestants, de toutes les tailles, formes, qualité, couleurs ou état de conservation. Un autre nom donné fut celui de Révolte des  Pierres, car la foule en furie n'hésita pas à attaquer - avec force de jets de pierres - le palais dans lequel résidait João Luís Vieira Consanção de Sinimbu, alors gouverneur de la province.
Lié au Parti conservateur, il dut affronter la croissante hostilité du Conseil municipal de Salvador qui n'acceptait pas la limitation de ses attributions par le chef de l'Exécutif.
La confrontation des autorités mena jusqu'aux accusations réciproques entre le président de la province et le Conseil municipal pour cause de la commercialisation de la viande et de la farine de manioc. Sinimbu fut accusé de favoriser les grossistes et trois ou quatre gros monopolisateurs de ces produits sujets à de constantes augmentations à cause du déséquilibre entre production et consommation.
Avec la proposition d'éviter les augmentations de prix de la farine, le Conseil municipal vota, le 16 janvier 1857, une loi par laquelle ce produit pourrait seulement être vendu dans les lieux déterminés par le Conseil. Sinimbu détermina la suspension de l'acte jusqu'à ce qu'en fût voté un nouveau par l'Assemblée provinciale.
L'année 1857 se termina sans l'Assemblée ne se prononça. Face à cela, le Conseil municipal communiqua à Sinimbu qu'elle déterminerait l'application de la loi votée par elle précédemment. Le Président de Bahia ordonna que fusse révoquée l'édit du Conseil et fit intervenir la police pour protéger les commerçants. Il y eut de violentes protestations de la part des conseillers municipaux, qui finirent par être suspendus pour 160 jours par le chef de l'Exécutif.
L'opposition explosa en réunions réunissant les couches populaires en divers lieux de Salvador. La mauvaise qualité des aliments  et ses prix élevés de vente stimulaient l'exaltation du peuple, qui, de plus, s'opposait à la suspension des conseillers.
Ce fut dans cette ambiance perturbée qu'un évènement donna une plus grande dimension à la révolte contre le gouvernement.
Au début du XVIIe siècle fut construit le Refuge des femmes, appartenant à la Santa Casa de Misericórdia et destiné aux jeunes filles pauvres.
Déjà au XIXe siècle cette institution devint un motif de scandale, une fois que fut connu le comportement notable des femmes recueillies. Il se disait à voix basse que les jeunes filles recevaient des visites masculines, provoquant de véritables orgies sexuelles. Visant à restaurer la discipline et la morale de l'institution, la Santa Casa livra la direction de l'établissement à des sœurs françaises de l'ordre de Saint Vincent de Paul. Cependant les sœurs durent affronter l'hostilité des femmes recueillies, ce qui impliqua que les plus rebelles furent transférées pour le Couvent de Lapa. Le conflit explosa, les sœurs se retrouvant expulsées et le bâtiment envahi par le peuple qui répondait aux demandes de secours des femmes. Le chef de la police fut appelé et chercha à mettre fin au tumulte.
Plusieurs groupes de rebelles se formèrent contre lesquels furent lancés les troupes de police, de la garde urbaine  et de la cavalerie.
C'était le 28 février. La foule envahit le conseil municipal, à force de cris, demanda de la farine bon marché, de la viande fraîche, l'éclairage au gaz, des voies de chemin de fer et d'autres améliorations du quotidien. Ironisant, il y avait ceux qui répétaient : "Nous voulons de la viande sans os et de la farine sans noyaux".
Le jour suivant, une foule énorme se concentrait en face de l'édifice du Conseil municipal où se les suppléants des conseillers démis étaient convoqués pour leur prise de fonction. Une partie de la foule envahit le bâtiment et, une fois de plus, s'entendit réclamer : "Nous voulons de la viande sans os et de la farine sans noyaux".
Une force militaire évacua avec violence l'enceinte. La foule se dirigea alors vers le Palais du gouvernement. De nouveau eut lieu une forte répression de la part des dirigeants. Il n'y a pas eu de morts, mais restèrent les blessés, les uns assommés par les soldats, les autres piétinés par les chevaux, d'autres victimes de la cohue. Ce fut cette nuit et son lendemain que se rencontrèrent de par les rues des centaines de savates. Ainsi fut nommée la Révolution des savates. Ce sont les soldats, ironisant, dirent que la populace était à demander de la viande sans os, de la farine sans noyaux.
Au mois de mars, Sinimbu fut victime d'un attentat auquel il échappa. Il dut quitter le gouvernement protégé par les troupes de l'armée.
Au mois d'août 1858, les conseillers municipaux furent réintégrés.

## Source
- (pt) Sociedade brasileira: uma história através dos movimentos sociais, Rumbim Santos Leão de Aquino, Fernando Vieira, Gilberto Agostino & Hiran Roedel, Editora Record, Rio de Janeiro & São Paulo, 2001,  (ISBN 850105674X).

## Note
1. ↑  Institution de secours pour les indigents.